# L'Ange perdu
Pour plus de détails, voir Fiche technique et Distribution.
L'Ange perdu (Lost Angel) est un film américain réalisé par Roy Rowland et sorti en 1943.

## Synopsis
Une petite fille de six ans est abandonnée sur le pas de porte d'une institution scientifique; elle est élevée par trois professeurs qui veulent en faire un petit génie, mais elle redécouvre les joies simples de l'enfance auprès d'un journaliste.

## Fiche technique
- Titre original : Lost Angel
- Réalisation : Roy Rowland
- Scénario : Isobel Lennart d'après une idée originale de Angna Enters
- Producteur : Robert Sisk
- Directeur artistique : Cedric Gibbons
- Lieu de tournage : studios Metro-Goldwyn-Mayer, Californie
- Image : Robert Surtees
- Musique : Daniele Amfitheatrof
- Chanson : I've Got You Under My Skin, paroles et musiques de Cole Porter[1]
- Montage : Frank E. Hull
- Durée : 91 minutes (9 bobines)[1]
- Dates de sortie :
  - États-Unis : 23 décembre 1943
  - France : 14 avril 1948

## Distribution
- Margaret O'Brien : Alpha
- James Craig : Mike Regan
- Marsha Hunt : Katie Mallory
- Philip Merivale : Professeur Peter Vincent
- Henry O'Neill : Professeur Josh Pringle
- Donald Meek : Professeur Catty
- Keenan Wynn : Packy Roost
- Alan Napier : Dr Woodring
- Sara Haden : Rhoda Kitterick
- Kathleen Lockhart : Mme Catty
- Walter Fenner : Professeur Endicott
- Howard Freeman : Professeur Richards
- Elisabeth Risdon : Mme Pringle
- Robert Blake : Jerry

Acteurs non crédités
- Ava Gardner : La fille du vestiaire
- Edward Hearn : Un journaliste
- Jack Lambert : Lefty Moran